# 브라운 대학교

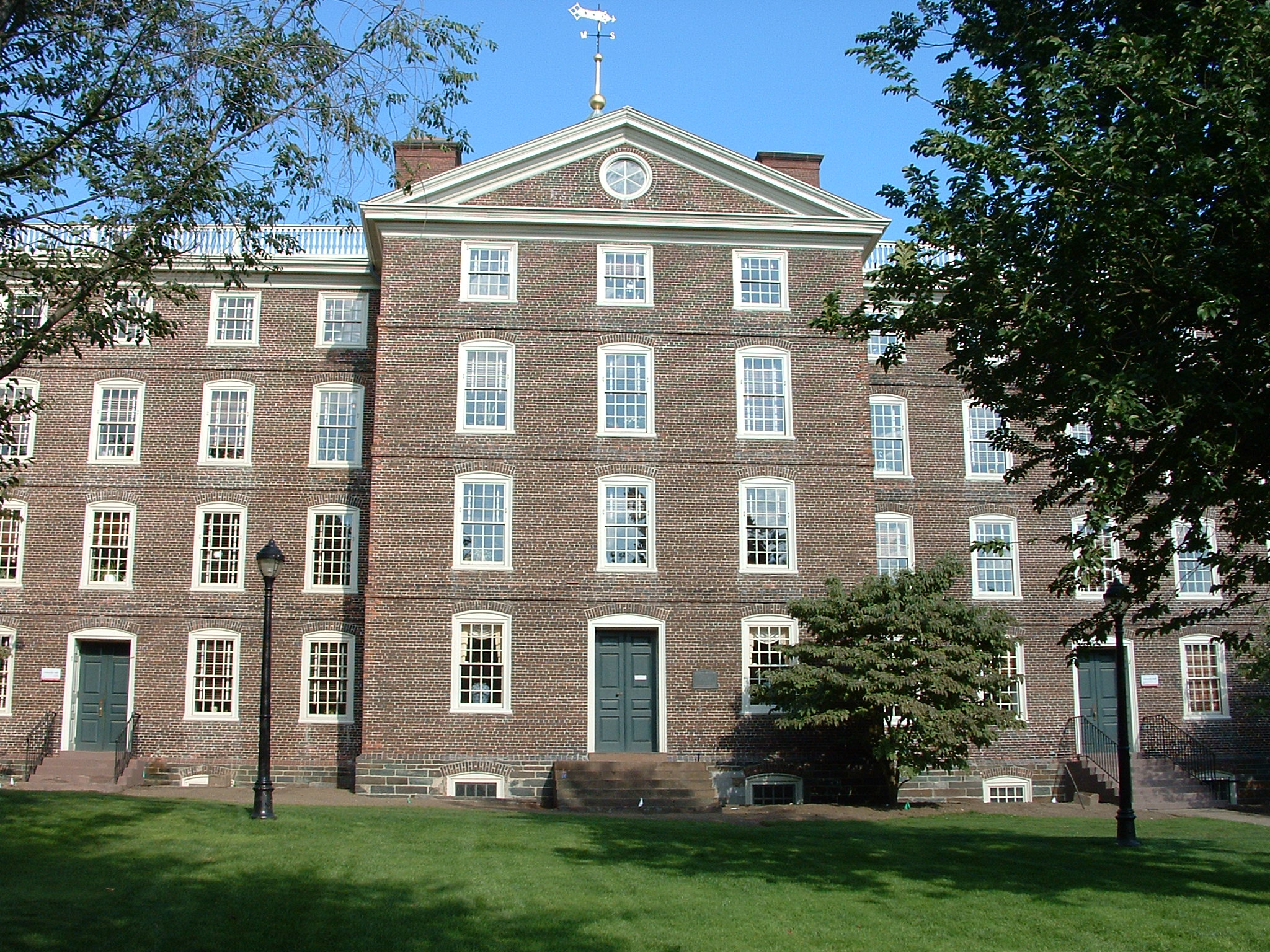
유니버시티 홀 (University Hall)

브라운 대학교(Brown University)는 미국 로드 아일랜드 주 프로비던스에 위치한, 1764년에 설립된 아이비 리그 사립 대학이다.

## 연혁
1764년에 설립된 이 대학교는 아이비 리그의 일원이다. 미 동부 뉴 잉글랜드 지역에서 세번째로, 미국에서 일곱 번째로 오래된 고등교육기관이며, 오랜 역사와 함께 진보적이고 자유로운 분위기가 이 학교의 학풍이다. 캠퍼스는 프로비던스 시가 내려다보이는 칼리지힐 143에이커의 부지에 자리잡고 있다.
학생들은 전통적인 전공분야 이외에도 자신만의 독자적인 혼성전공을 만들 수 있고, 교수들 지도하에 자신이 원하는 프로그램을 짜서 공부할 수 있다. 브라운대 특징중 하나는 학생들의 자율성을 최대한 허용한다는 점이다.
학생들은 교수들 지도를 받으면서 독자적인 연구(independent study/research)나 실습 프로그램에 참여할 수 있으며, 학생대 교수의 비율이 8:1 이어서 신입생들도 노벨상 수상자나 명망 있는 철학자, 시인, 소설가 등의 교수들과도 쉽게 만나 이야기할 수 있다.
브라운 대학교는 학부(The College)와 일반 대학원(Graduate School), 의학대학원(Alpert Medical School)으로 구성되어 있다. 역사학, 영문학, 비교문학, 정치학, 종교학, 국제관계학, 경제학, 응용수학, 컴퓨터공학, 엔지니어링, 생물학, 신경과학, 심리학, 현대문화와 미디어학 등이 가장 인기있는 전공과목이며, 컴퓨터공학과 엔지니어링을 제외한 대부분의 전공분야에서 전국 최상위권에 포함된다. 졸업생의 60%가 5년 이내에 대학원 또는 전문대학원에 진학하고 있다. 졸업생들의 의학대학원(medical school)과 경영대학원(business school), 법학대학원(law school) 합격률이 매년 미 전국 상위 5위권에 들 정도로 의대와 대학원/전문대학원 진학율이 높다.
교수 수는 689명으로, 그 중 5명은 재직 전, 중에 또는 그 후에 노벨상 수상의 영예를 안았으며, 학부출신 2명이 졸업후 노벨상을 수여받았다.
미국에서 가장 오래된 대학방송국인 WBRU를 비롯해 각종 스포츠, 예술, 사회봉사활동을 하는 300여 개의 클럽이 활성화되어 있다. 대학원의 경우 자연과학계통과 문과 계 전공 대부분이 전국 최 상위권에 속하고 있다.
브라운대 학부과정의 재학생 5,900여명중 소수민족 학생이 29%이다. 그중 동양계가 14%, 아프리카계가 7%, 남미계가 7%이며, 전 세계 63개 국가에서 온 유학생 신분 학생이 9%를 차지한다. 재학생의 60% 이상이 장학금이나 각종 재정보조혜택을 받고 있다.
2001년 7월 브라운대는 루스 시몬스 박사(Ruth J. Simmons)가 제18대 총장으로 선출되었다. 시몬스 박사는 아이비리그 가운데 최초의 흑인 총장이자 두 번째 여성 총장이기도 하다. 시몬스 박사는 2006년 이화여자대학교가 개교 120주년을 기념해 마련한 행사에 초대 받아 내한하여 명예문학박사 학위를 받았다.
2012년 크리스티나 팩슨(Christina Hull Paxson)이 제19대 총장으로 선출되었다.

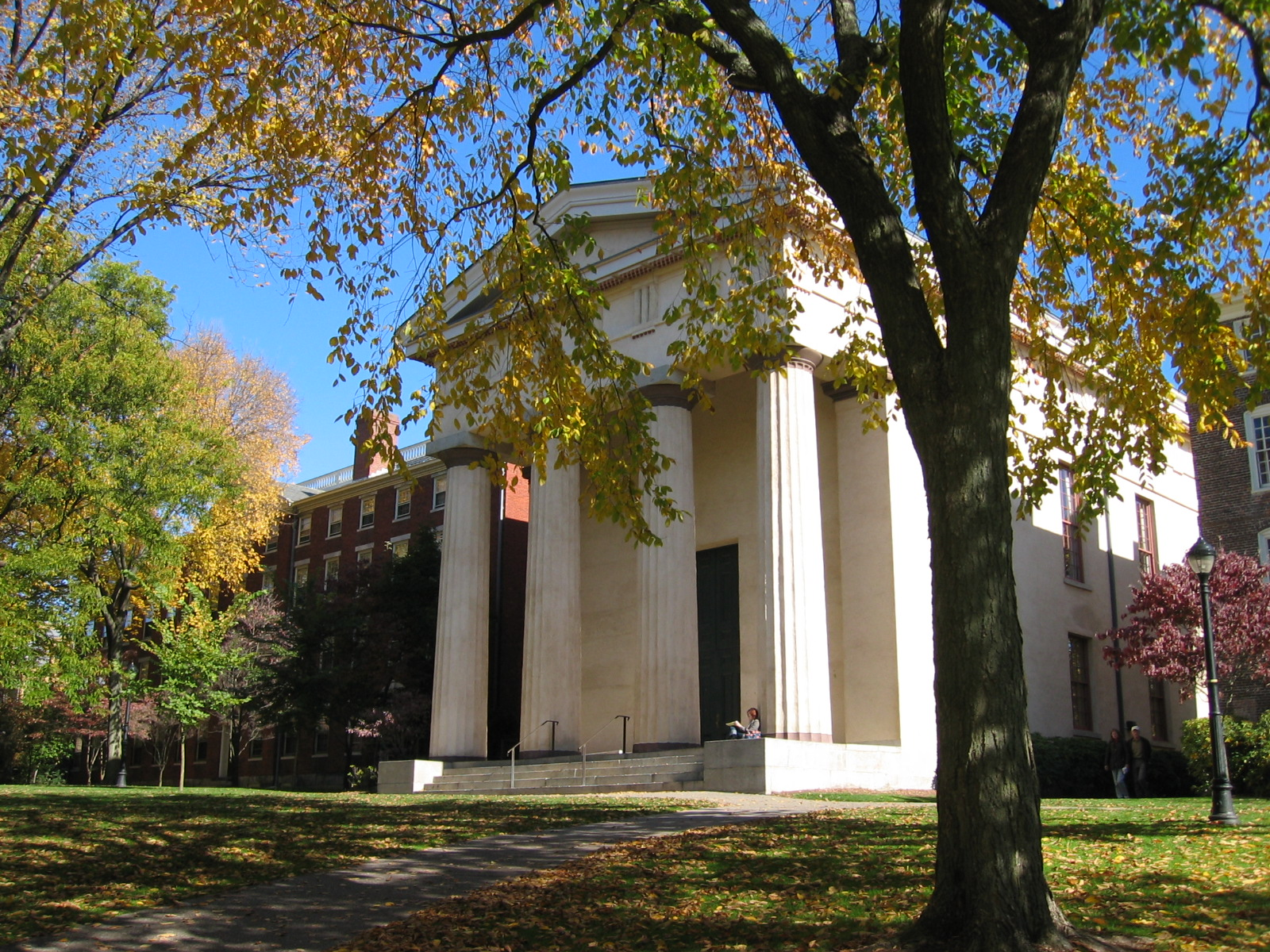
매닝 홀 (Manning Hall)

## 역사

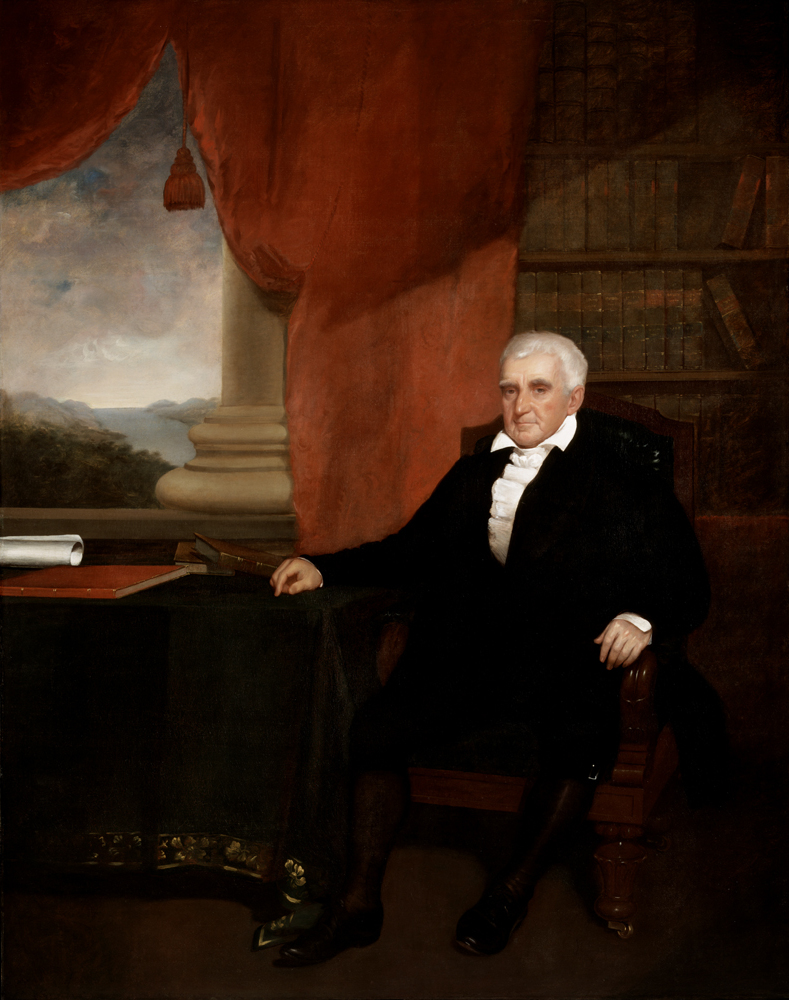
니콜라스 브라운 주니어

브라운 대학은 1764년 설립된 학교로, 미국의 역사와 함께 숨쉬며 자라온 대학교이다. 미국 독립 전 9개의 식민지 대학 중 하나이며, 그 중 7번째로 만들어졌다. 미 전국에서는 일곱 번째, 동부지역에서는 세 번째로 설립된 학교이고, 그 당시 동부 지역의 엄격하고 까다로운 초교파 주의자들의 종교적 계율에 식상한 침례교도들이 그에 대한 반응으로 세운 대학이다. 브라운 대학교는 침례교단(Baptist)에서 시작하여 성장한 대학교로 이제는 교단을 초월한 학문의 자유와 다양성을 지향하고 있는 대학이다.
1764년 로드 아일랜드주 워런(Warren)에 칼리지 오브 로드아일랜드(College of Rhode Island)라고 하는 이름으로 설립했으며, 1765년에 처음으로 학생을 받아 들였다. 1770년 프로비던스시(Providence)가 내려다보이는 지금의 위치인 칼리지 힐(College Hill)로 이전하였다. 현재 본관으로 쓰이는 건물은 미국 독립전쟁(1776~1781)당시 영국군에 대항해 싸우던 아메리카 혁명군과 프랑스 원군의 치료소였을 만큼 유서 깊은 곳이기도 하다. 1804년에는 대학교 발전에 커다란 이바지하였던 니콜라스 브라운 주니어(Nicholas Brown Jr.)를 추모하기 위해서 오늘까지 사용하고 있는 이름인 브라운 대학교(Brown University)로 바뀌게 되었다.
1891년에는 이 대학교내에 여자대학교로 팸브룩 칼리지(Pembroke College)가 설립되어 80년간, 남자대학교였던 브라운 대학교와 병행되어 운영되다가 1971년에 들어서면서 브라운 대학교와 합병하여 단일 남녀공학 대학교로 새로운 출범을 하게 되었다.

## 캠퍼스

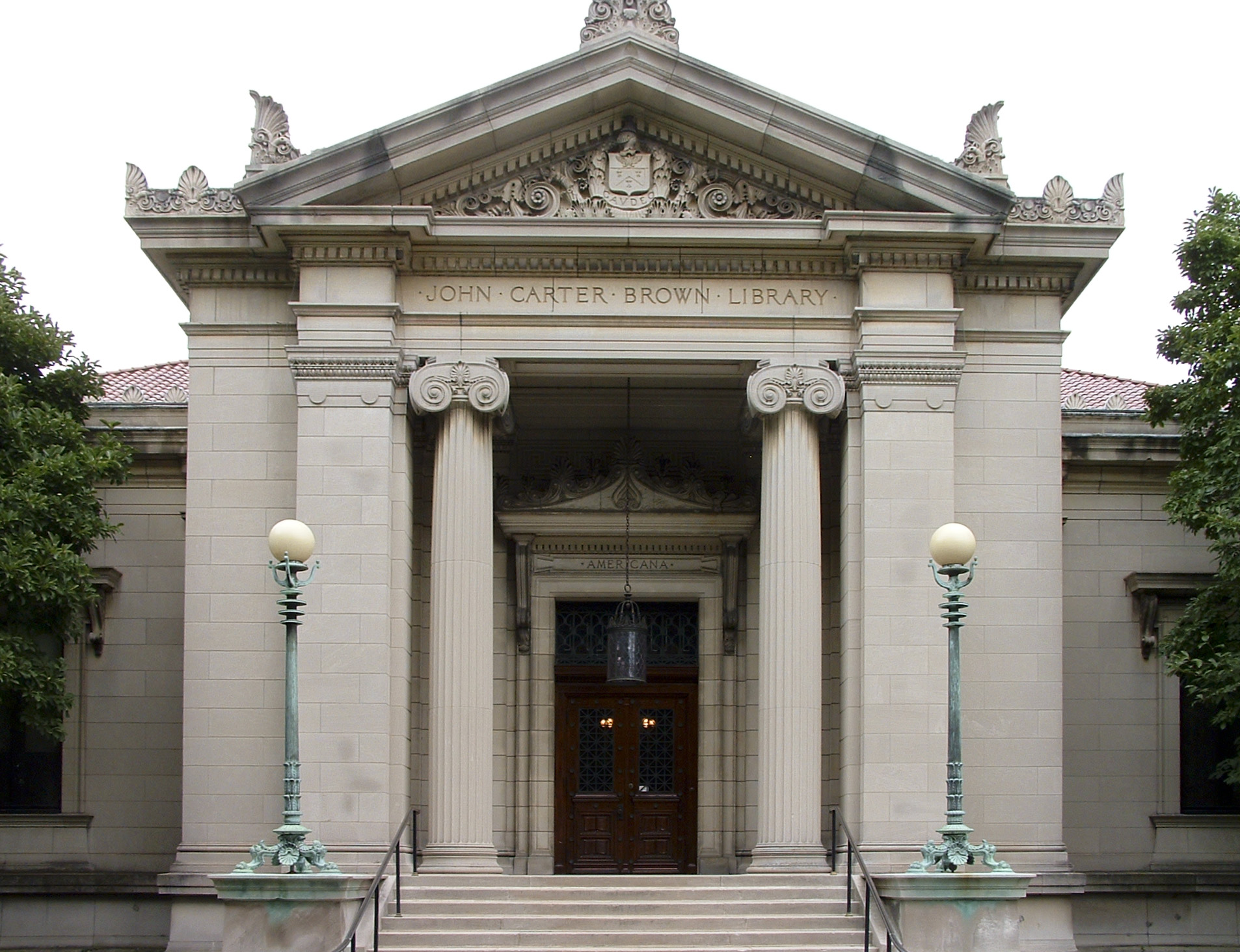
존 카터 브라운 도서관 (John Carter Brown Library)

프로비던스 시내가 내려다보이는 칼리지 힐(College Hill)은 미국의 역사와 함께 지내온 빅토리아풍의 대형저택들이 즐비한 마을이고, 이 중앙에 자리잡고 있는 브라운대 캠퍼스는 적막이 감도는 평온한 마을속에서 생동감이 넘치는 오아시스와 같은 곳이라 할 수 있다. 프리비던스시 동쪽 칼리지 힐에 위치한 브라운대 메인 캠퍼스는 143에이커 규모의 부지에 235동의 건물이 있다.
기숙사 시설이 충분해 학생들이 원하면 기숙사 생활을 할 수 있다. 부설시설로는 존 D. 록펠러 도서관, 과학 도서관을 비롯한 8개 도서관, 학습자료센터, 미술관, 플라네타리움, 고고학 박물관 등이 있다.
높은 언덕위에 자리잡은 캠퍼스 아래로 펼쳐진 몇 블록 떨어지지 않은 곳에는 젊은이들의 취향에 맞는 대형 종합상가가 들어서면서 레코드상점, 서점, 의류점, 식당, 커피점 등의 캠퍼스 타운이 형성되어 있다.

## 입학 현황
학업 성적, 대학수학능력시험 SAT I, II, 에세이, 과외활동 및 인터뷰를 기준으로 선발하며, 2021년 졸업예정으로 2017년 가을에 입학하는 신입생의 경우 지원자 32,724명중 8.3%인 2,722명이 합격하였다.

## 평가
2024년 《U.S. 뉴스 & 월드 리포트》 미국 종합대학 학부 순위에서 브라운은 9위를 차지하였다. Best Undergraduate Teaching 순위에서는 3위를 차지했다.
의학대학원은 2024년 《U.S. 뉴스 & 월드 리포트》 미국 의학대학원 순위에서 35위를 기록했다.

## 학교 동문

### 저명한 동문

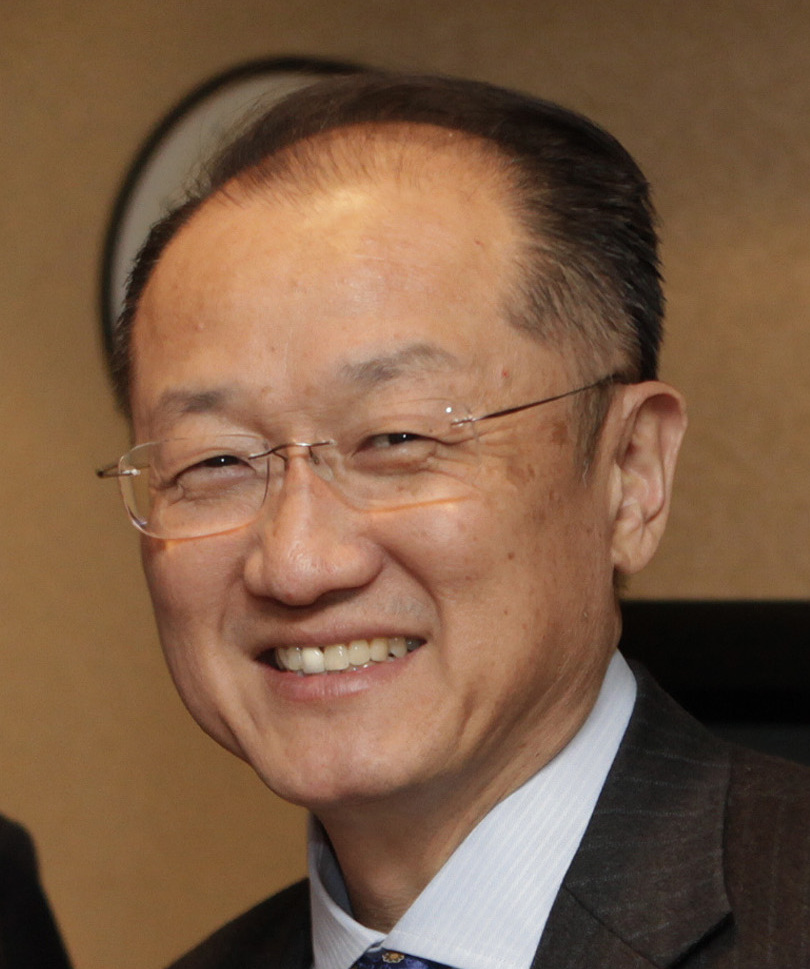
김용 (A.B. 1982)

브라운 대학교는 사회 여러 분야에서 우수한 인재들을 배출했다. 前 국무장관 찰스 에번스 휴스와 존 헤이, 루이지애나 주지사 보비 진달, 교육개혁가 호러스 맨, 前 UN 대사 리처드 홀브룩, 자선가 존 D. 록펠러 주니어, 연방준비제도 이사회 의장 재닛 옐런, 세계 은행 총재 김용, 뱅크 오브 아메리카 CEO 브라이언 모이니한, 前 IBM 사장 토머스 왓슨 주니어, 前 애플 CEO 존 스컬리, CNN 설립자 테드 터너, 컨설팅 회사 맥킨지 & 컴퍼니의 실질적인 설립자 마빈 바우어, 前 대통령 존 F. 케네디의 아들 존 F. 케네디 주니어, 배우 존 크래신스키, 힐 하퍼, 로라 리니, 줄리 보언, 데이비드 월턴, 《해리 포터》 시리즈로 유명한 배우 엠마 왓슨, 싱어송라이터 메리 채핀 카펜터, 저명한 작가 A. J. 제이콥스 등이 브라운 출신이다.
한인 동문으로는 한인 최초로 브라운대를 졸업한 제2대 국회의원 백상규, 광복 후 첫 유학생 출신 前 국회의장 박준규, 첫 박사 학위 수여자 前 원자력연구소 소장 윤용구, 금융위원회 부위원장(차관급) 손병두, 서울대학교 명예교수 백낙청, 신세계그룹 부회장 정용진, 흥선대원군의 5대손 이종 등이 있다. 현재 국내 브라운 대학교 동문은 약 400여 명 이상이라고 한다.

## 갤러리

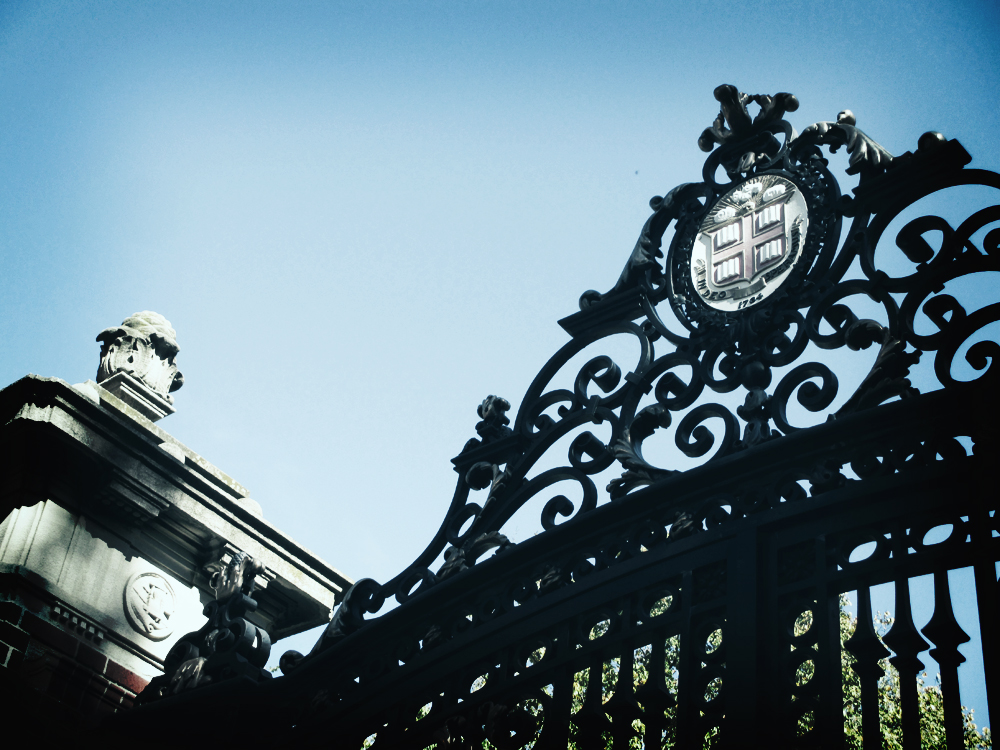
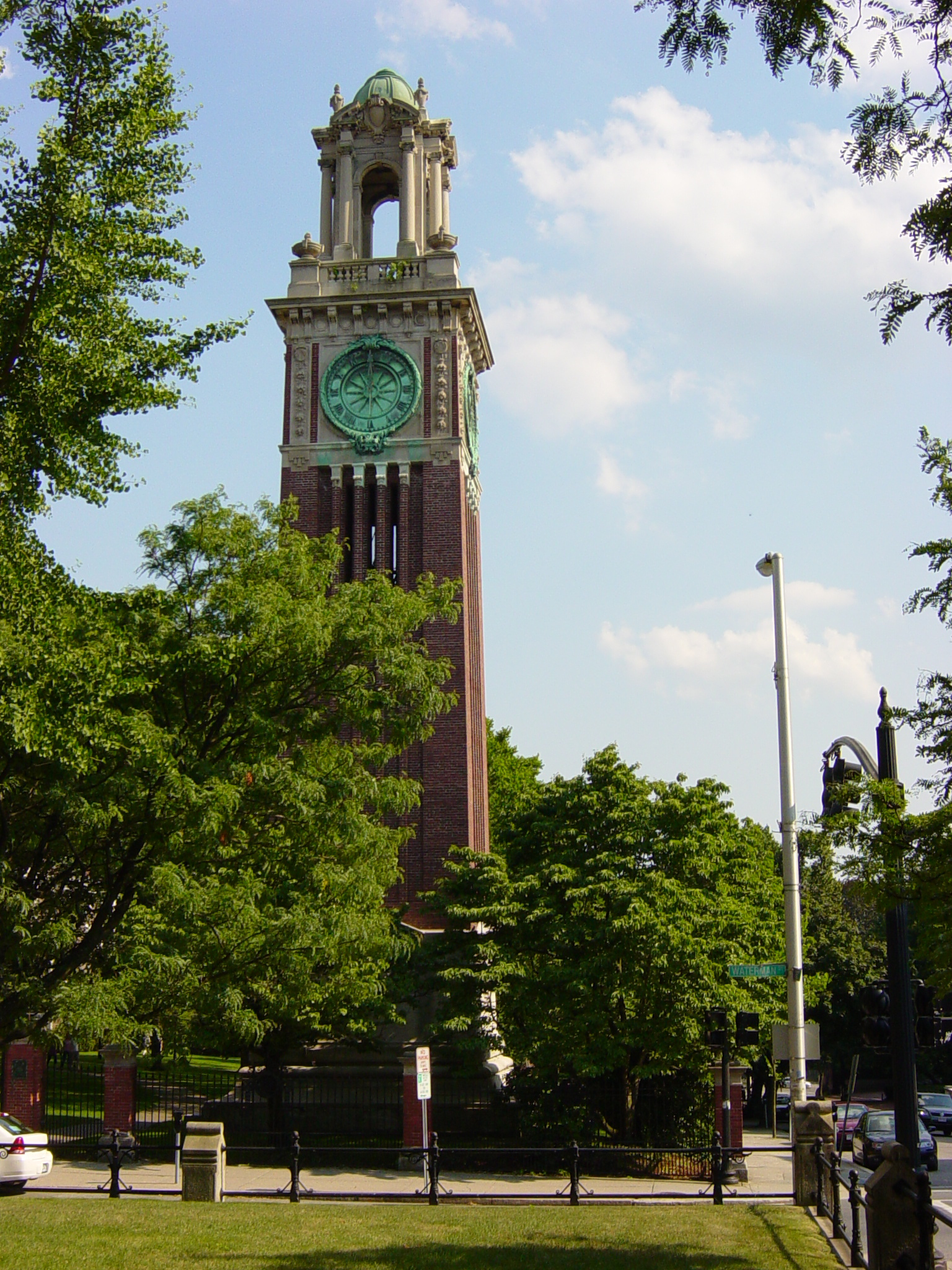
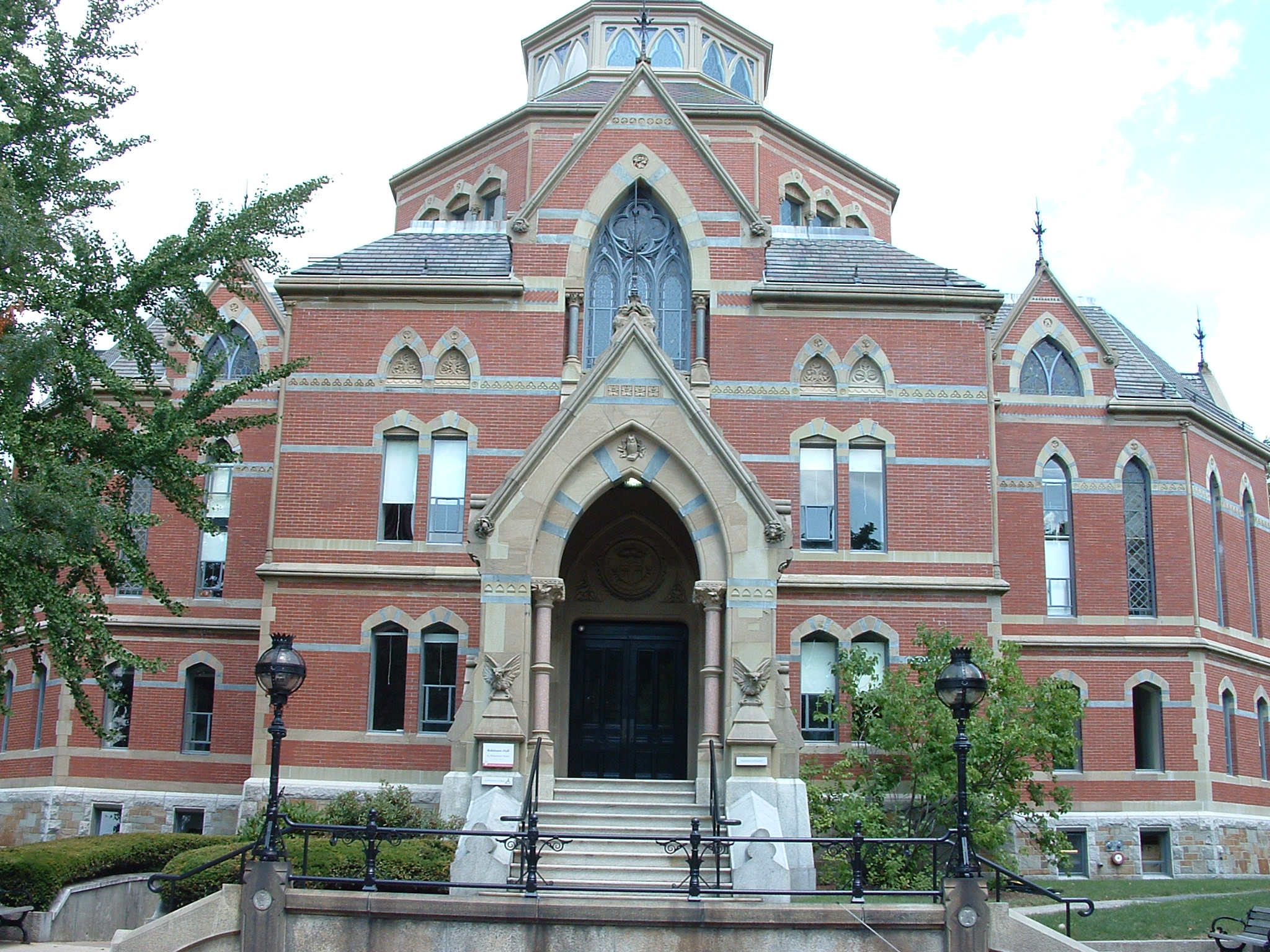
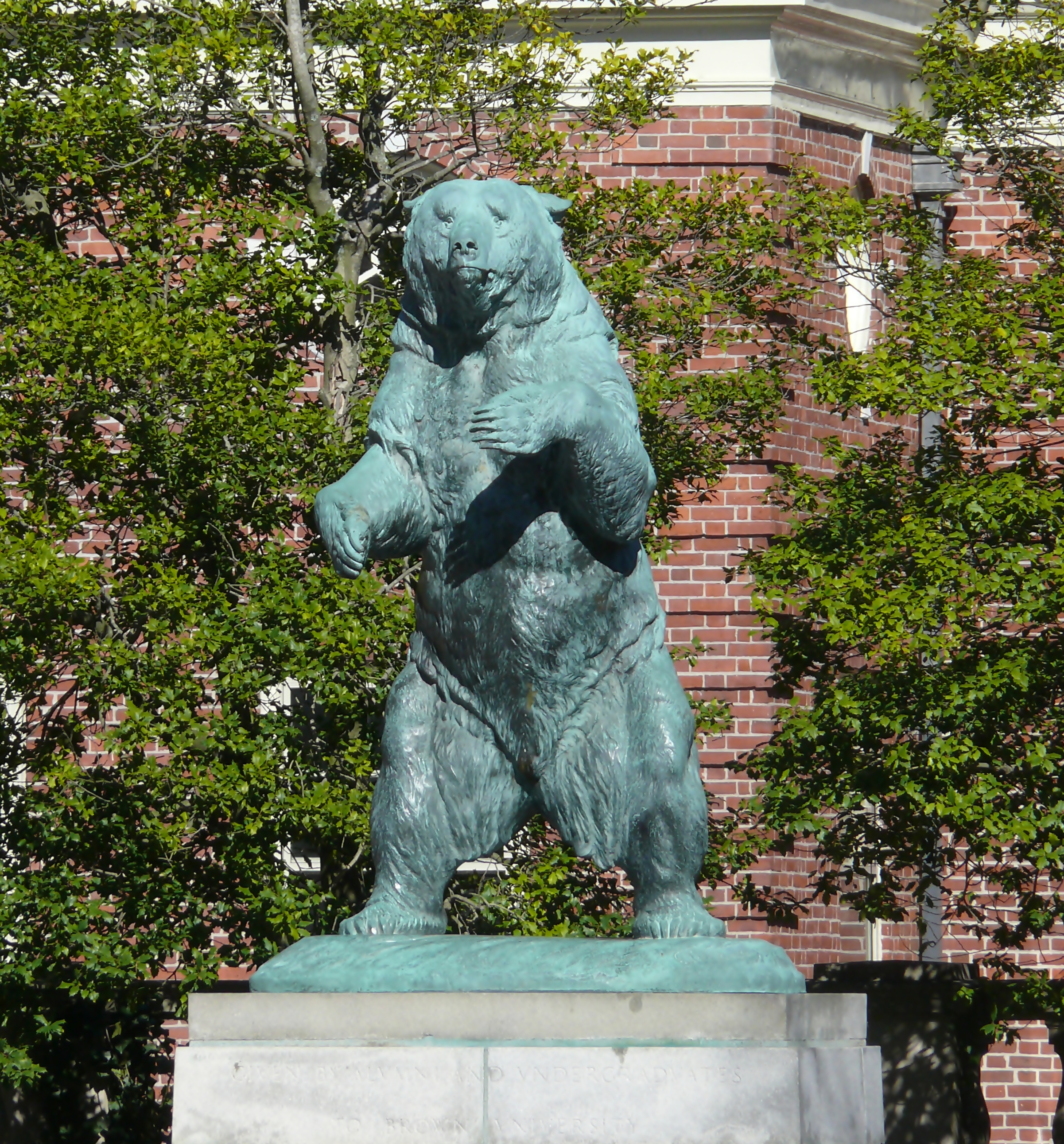
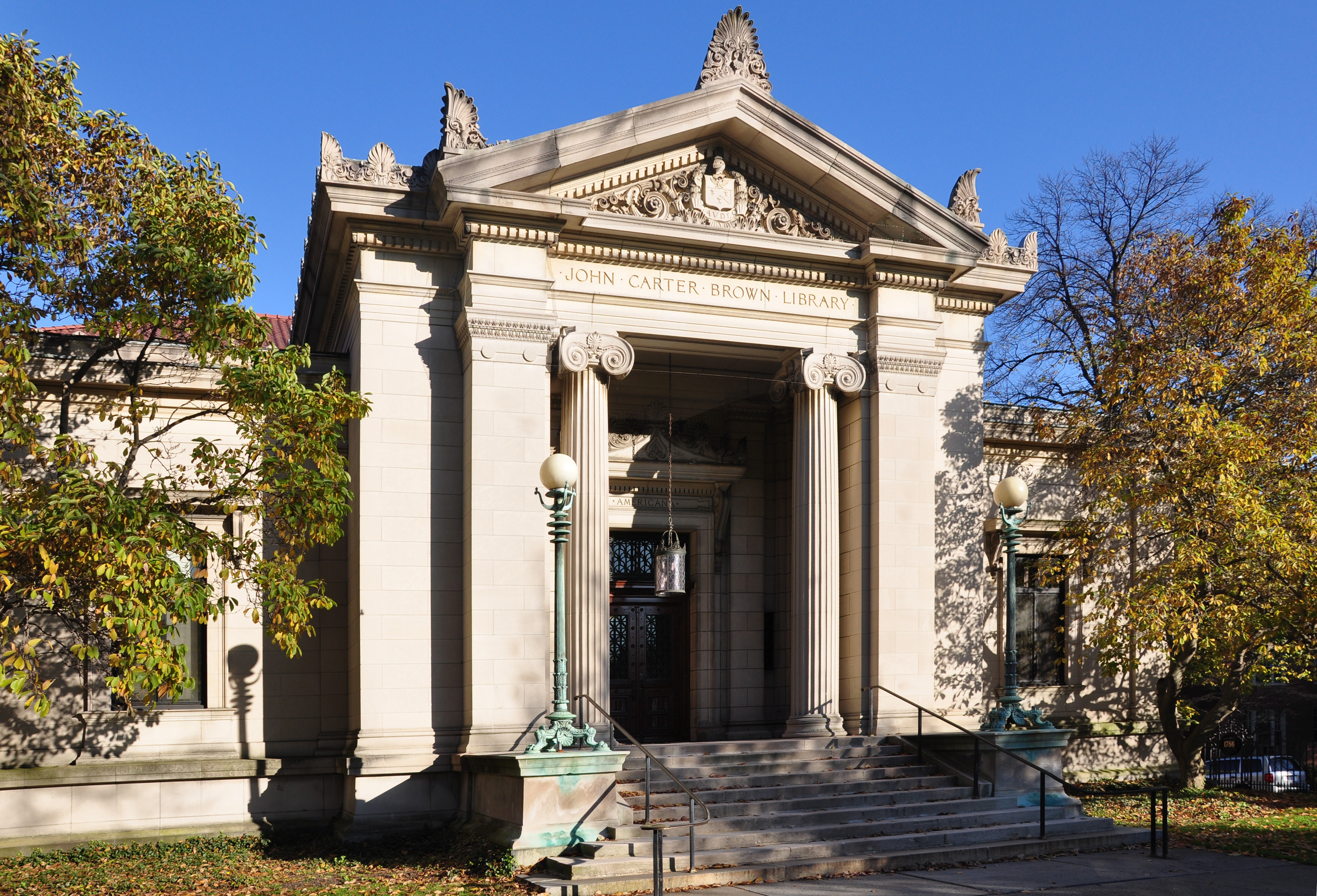
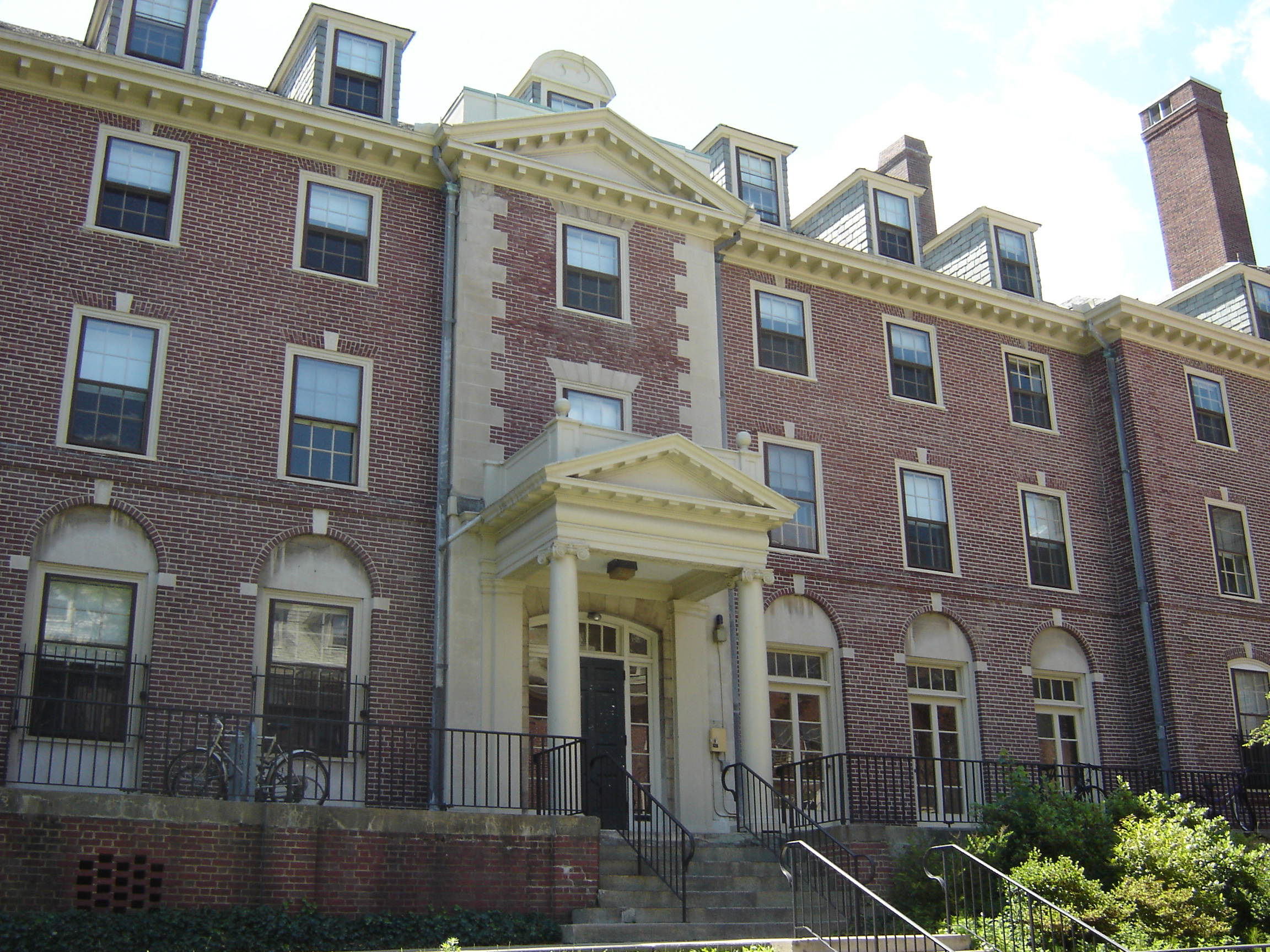
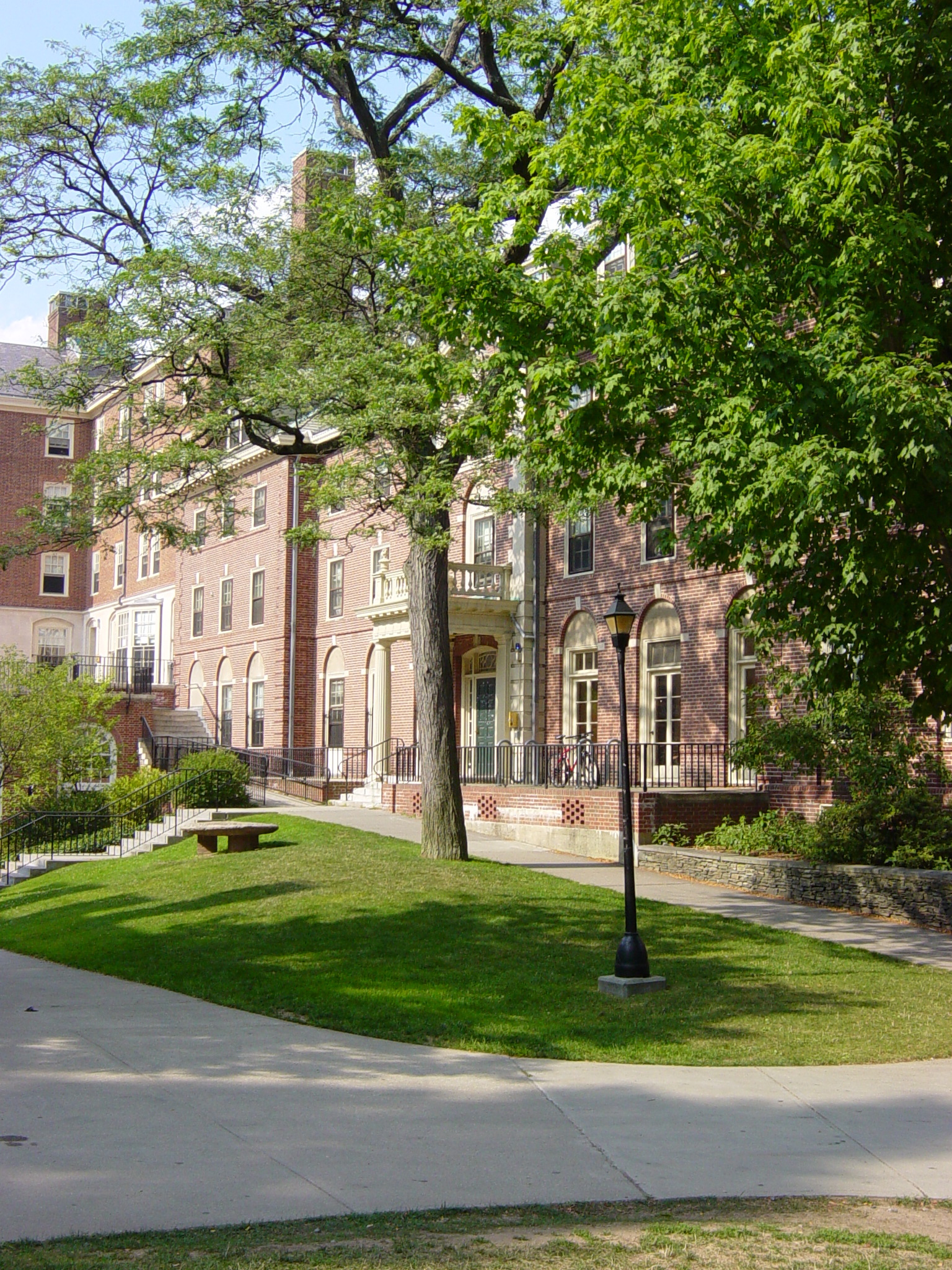
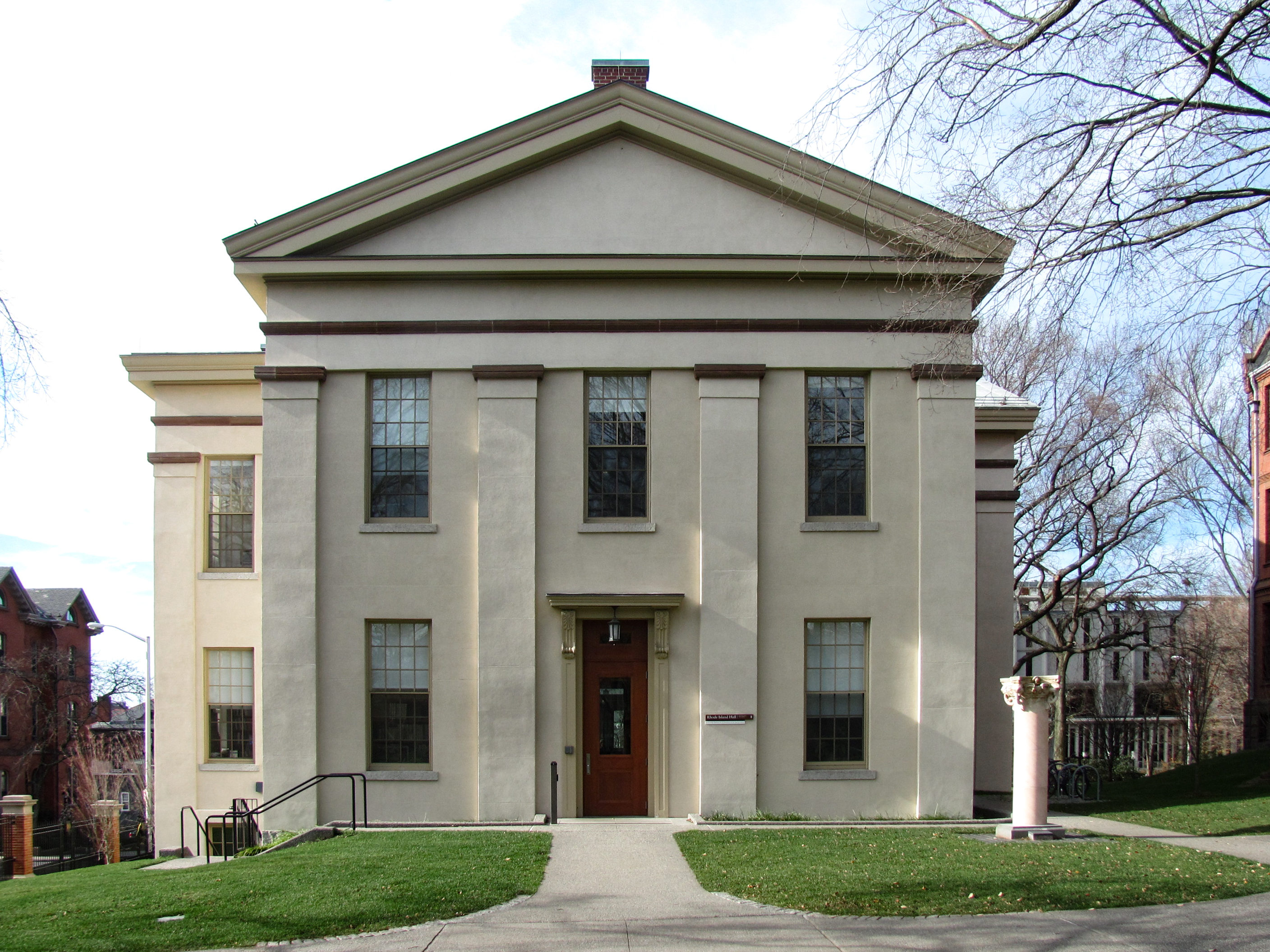
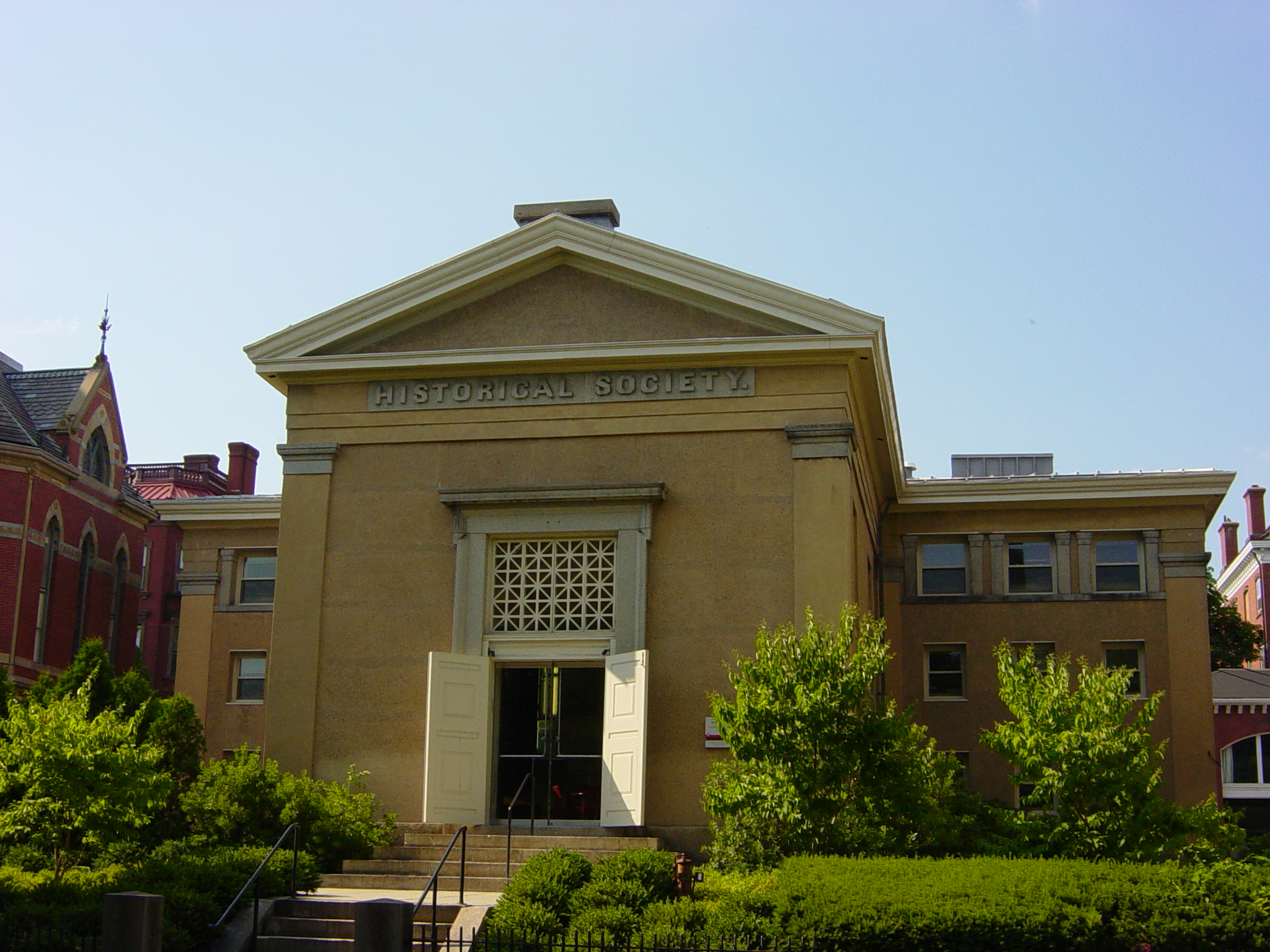
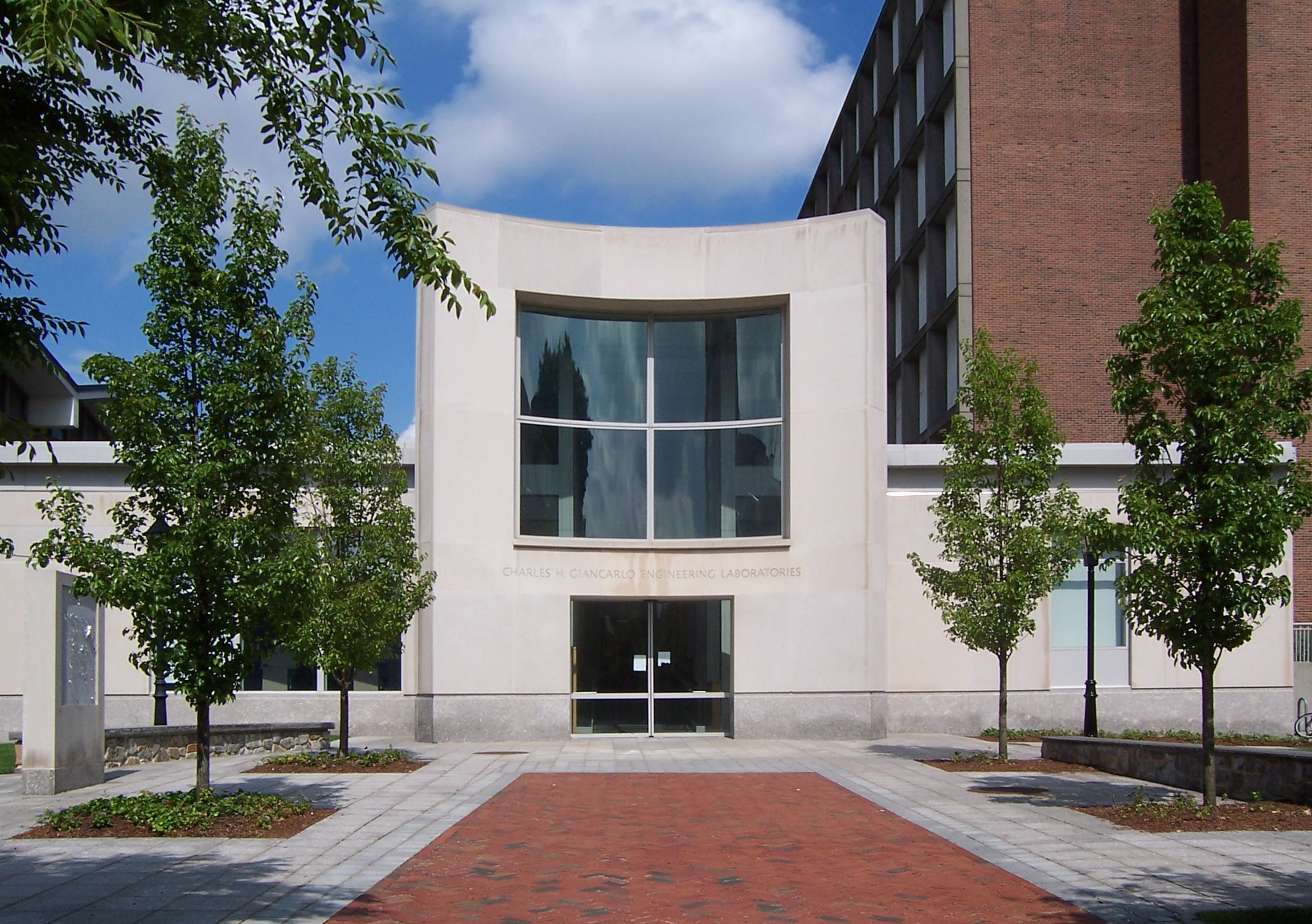
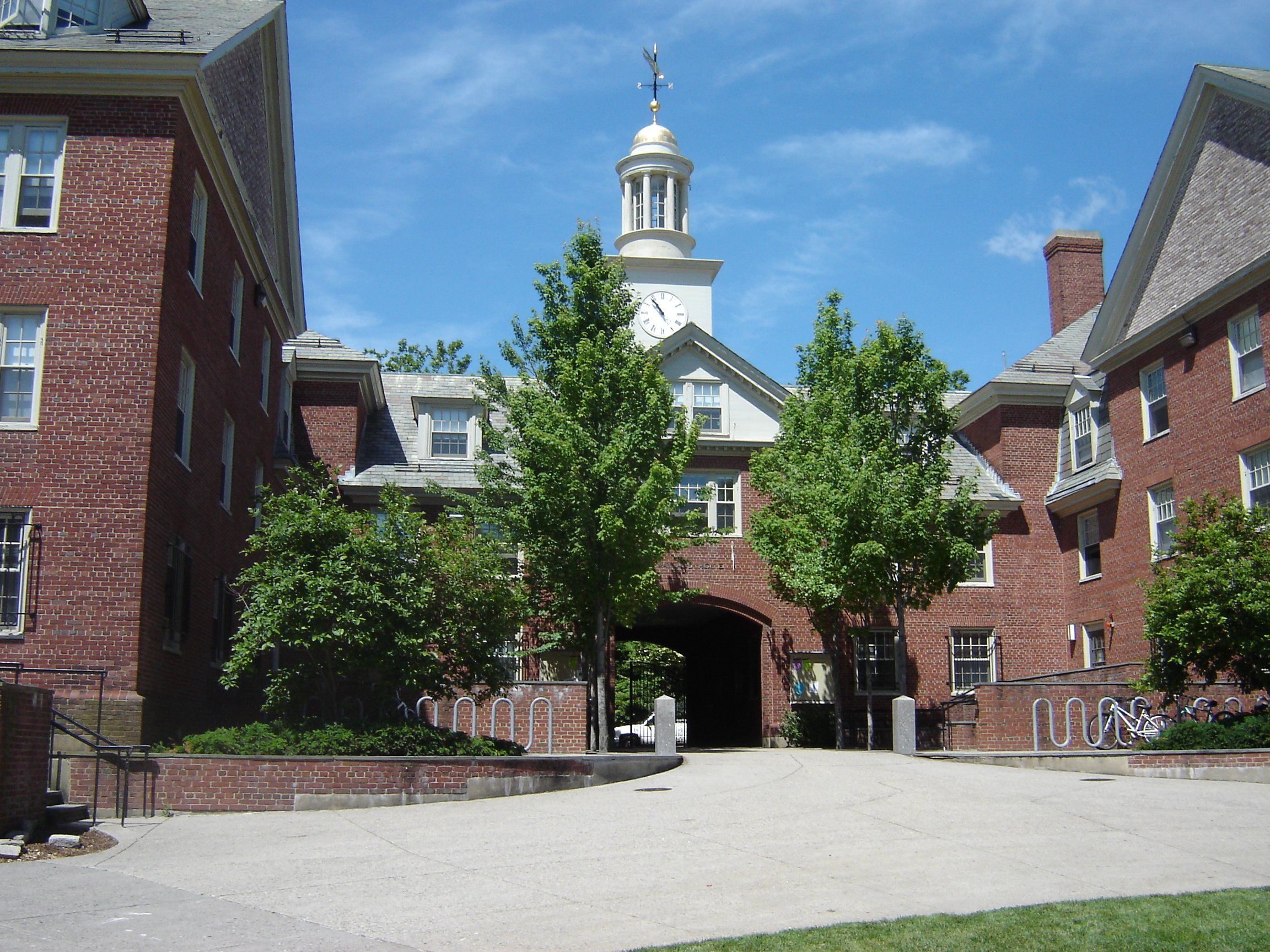
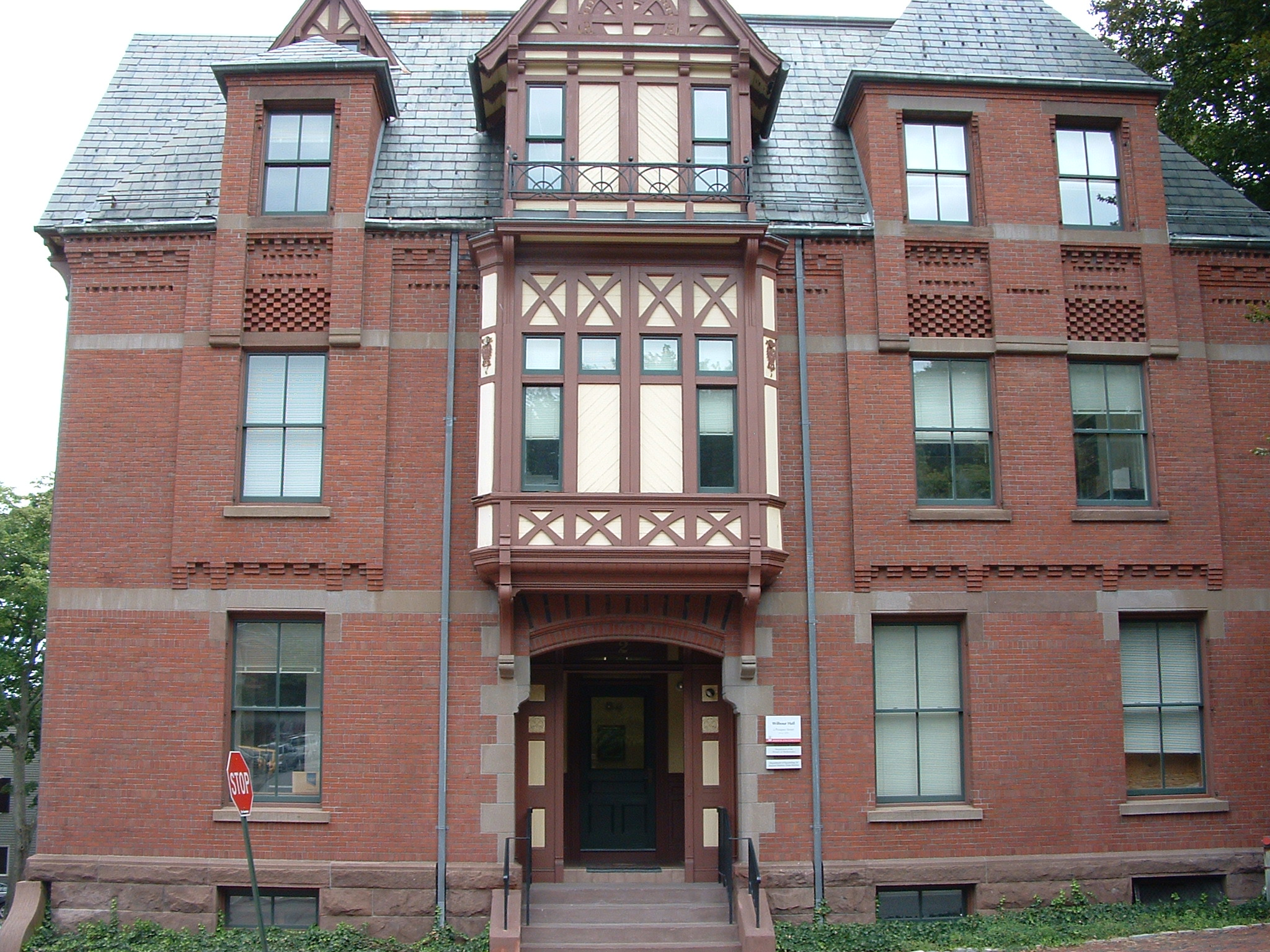
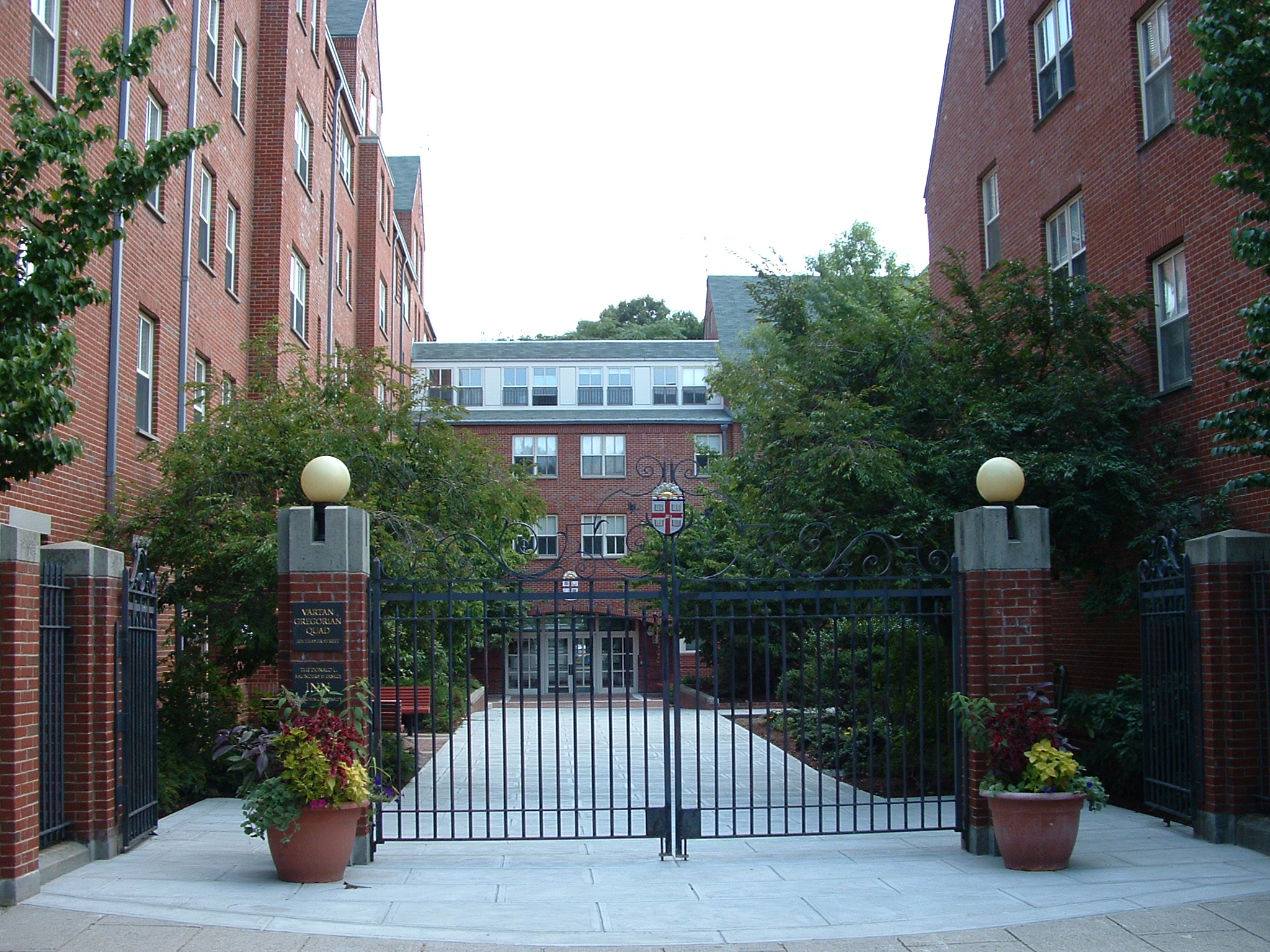
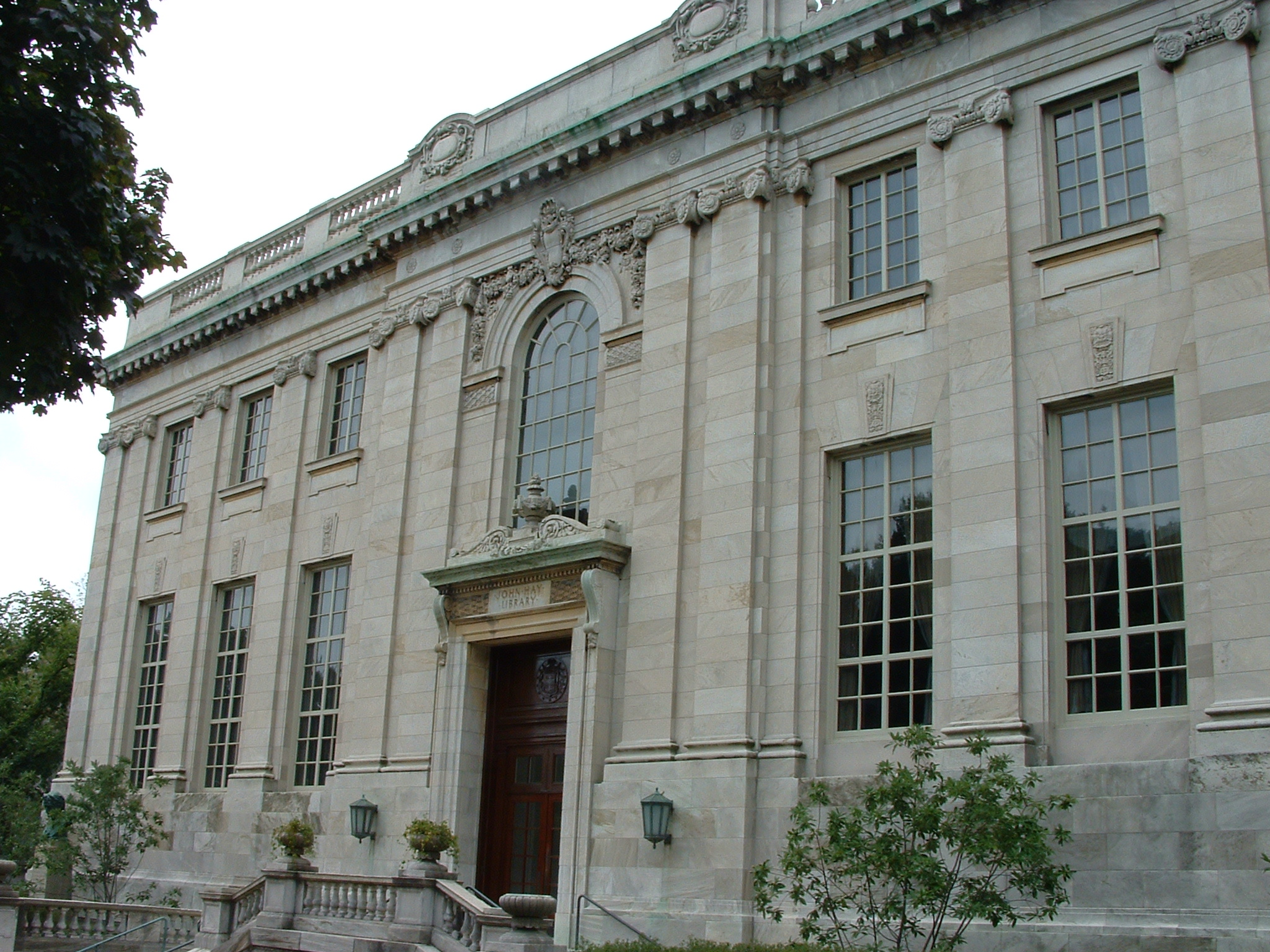
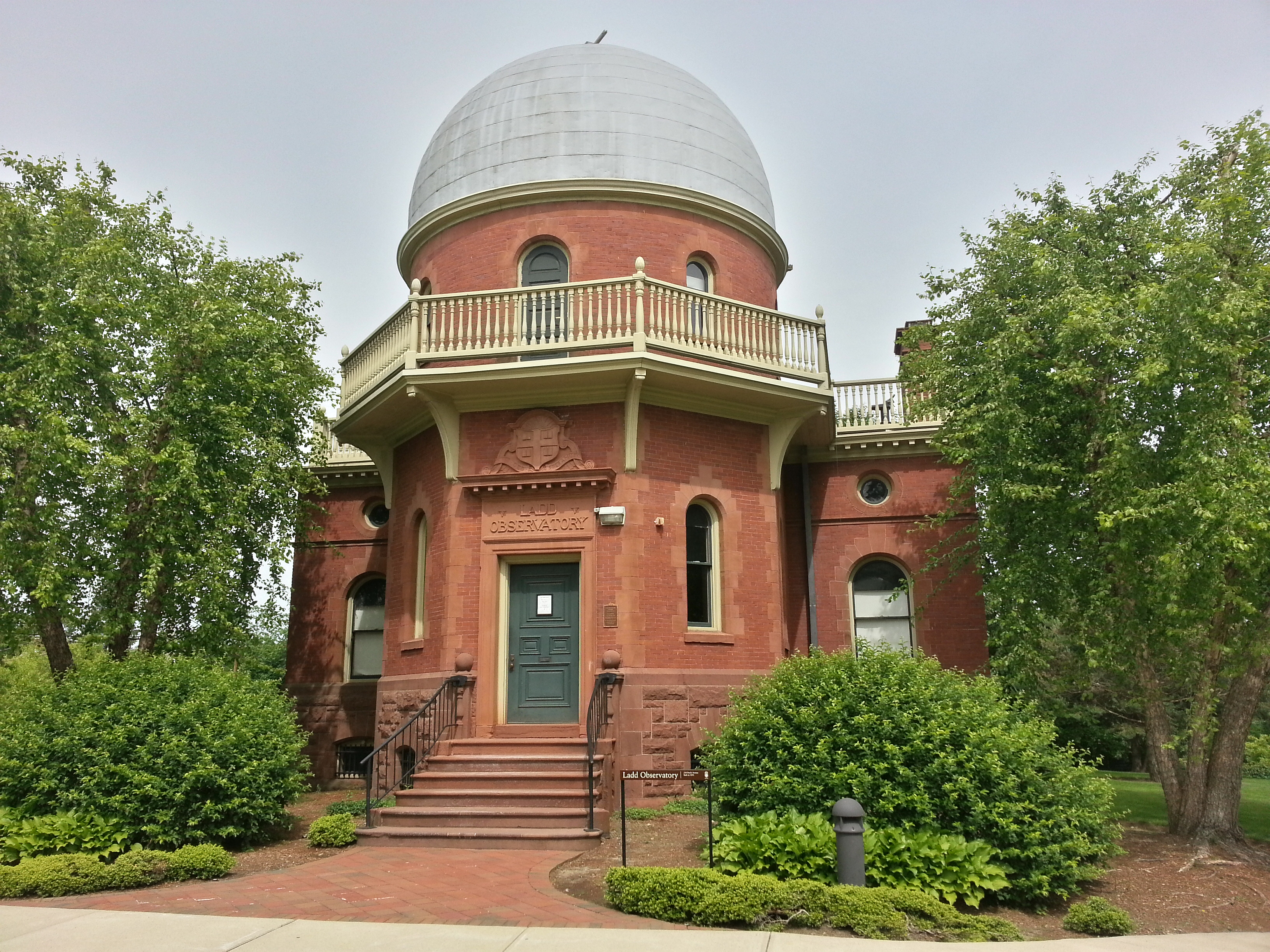